# (871) Amneris
(871) Amneris ist ein Asteroid des Hauptgürtels, der am 14. Mai 1917 vom deutschen Astronomen Max Wolf in Heidelberg entdeckt wurde.
Der Name ist von einer Figur aus Giuseppe Verdis Oper Aida abgeleitet.